# Marko Buvinić
Marko Buvinić, hrvatski reprezentativni rukometaš
Igrač Umaga.
S mladom reprezentacijom 2011. na svjetskom prvenstvu plasirali se na 8. mjesto.